# Urtima riksdagen 1940
Urtima riksdagen 1940 ägde rum i Stockholm.
Detta var en urtima riksdag och riksdagens kamrar sammanträdde i riksdagshuset den 1 augusti 1940. Riksdagsarbetet inleddes ceremoniellt genom riksdagens högtidliga öppnande i rikssalen på Stockholms slott den 2 augusti. Första kammarens talman var Johan Nilsson (H), andra kammarens talman var August Sävström (S). Riksdagen avslutades den 30 december 1940.
Den ordinarie, lagtima riksdagen 1940 hade avslutats den 31 juli, dagen innan 1940 års urtima riksdag inleddes.